# Comtat de Chiny
El comtat de Chiny fou una jurisdicció feudal del Sacre Imperi Romanogermànic originada en el comtat d'Yvois esmentat el 923 i 955. Es creu que Otó comte de Warcq, un descendent dels pipínids de la casa de Vermandois, va aconseguir dominar el territori d'Yvois, ja que els seus successors el posseïen al mateix temps que Wacq. Després d'edificar Chiny els seus territoris van agafar el nom de comtat de Chiny.
Aquest comtat s'estenia per l'extrem sud-oest de la moderna província belga de Luxemburg i el nord-oest del departament de Meuse a França. Estava creuat pels rius Semois i Chiers, i abraçava els moderns cantons de Virton, Étalle, Florenville i Neufchâteau a Bèlgica; Montmédy (que després fou la capital) i Damvillers a Meuse (França); i Yvois (després Carignan) al departament d'Ardennes, (França), conservant sobre el Mosa les comarques de Warcq i Givet.
El 1227 el comtat de Loon va quedar unit al de Chiny pel matrimoni del comte Arnold IV de Loon amb Joana de Chiny. El 1285 el comte de Chiny es va instal·lar a la seva nova capital Montmédy, i va organitzar unes jutes i tornejos que es van celebrar a la part baixa de la vila alta, a la plana, a les portes del petit poble de Chauvency-le-Château. Hi van assistir més de 500 cavallers. Jacques Bretel descriu aquestes festes en el seu famós poema "Le Tournoi de Chauvency" (El torneig de Chauvency).
Al segle XIV els comtes de Chiny van haver de retre homenatge als comtes de Bar, i els comtes de Luxemburg aspiraven també al seu domini. La casa de Loon es va extingir el 1336 amb la mort de Lluís IV de Loon i VI de Chiny. El seu nebot i hereu Teodoric de Heinsberg, era també el cunyat del príncep-bisbe de Lieja Adolf de la Mark, que li va permetre heretar el comtat de Loon (que havia d'haver passat a Lieja segons la regulació existent). Teodoric va vendre una bona part del comtat de Chiny a Joan el Cec comte de Luxemburg. Godofreu de Heinsberg, senyor de Dalenbroek, nebot de Teodoric va heretar els comtats el 1361, però el nou bisbe Engelbert de la Mark, ajudat per les milícies dels burgesos va annexionar Loon el 1362. Godofreu va vendre els seus drets sobre Loon i la resta de Chiny a un cosí, Arnau de Rummen, que va intentar conquerir el primer comtat per les armes, però va fracassar. El comtat de Chiny fou venut per Arnold al duc Wenceslau de Luxemburg el 1364, que el 1366 va haver de renunciar definitivament al de Loon, després d'una negociació amb el príncep-bisbe de Lieja Joan d'Arkel.

## Llista de comtes
Vegeu Comtat d'Yvois

### Casal de Warq i Yvois
Otó I, senyor de Warcq (vers 950 † vers 992), possible fill d'Albert o Adalbert I el Pietós, comte de Vermandois, i de Gerberga de Lotaríngia.
Lluís I, comte de Chiny i de Verdun († 1025), fill
casat amb Adelaida
Lluís II, comte de Chiny, fill.
Arnold I, comte de Chiny († 1106), fill, fundador de diversos priorats i de l'abadia d'Orval el 1070.
casat amb Adelaida, filla d'Hilduí IV de Montdidier, senyor de Ramerupt i comte de Roucy, i d'Alix de Roucy
Otó II, comte de Chiny († després de 1131), fill
casat amb Adelaida, filla d'Albert III, comte de Namur i d'Itta de Luxemburg
Albert I, comte de Chiny († abans de 1162), fill.
casat amb Agnès, filla de Renald I, comte de Bar i de Gisela de Vaudémont

comtes de Chiny

Lluís III, comte de Chiny († 1189), fill.
casat amb Sofia
Lluís IV el Jove, comte de Chiny († 1226), fill.
casat amb Matilde d'Avesnes
Joana, comtessa de Chiny (1205 † 1271), filla
casada amb Arnold IV (1210 † 1273), comte de Loon

### Casa de Loon

comte de Loon i de Chiny

Arnold II de Loon (1210 † 1273), comte de Loon (Arnold IV) i de Chiny (Arnold II)
casat amb Joana, comtessa de Chiny (1205 † 1271)
Lluís V, comte de Chiny (1235 † 1299) segon fill de l'anterior. No va tenir descedència.
casat amb Joana de Bar, vídua de Frederic de Blâmont, filla d'Enric II de Bar i de Felipa de Dreux
Arnold III (1260 † 1323), comte de Loon (Arnold V) i de Chiny (Arnold III), nebot del precedent, fill de Joan I, comte de Loon. El 1313 cedeix Chiny al seu fill.
casat amb Margarita de Vianden.
Lluís VI († 1336), comte de Loon (Lluís IV) i de Chiny (Lluís VI), fill
casat amb Margarita de Lorena († 1348), filla de Tibald II, duc de Lorena, i d'Isabel de Rumigny.

### Casal d'Heinsberg
Thierry d'Heinsberg († 1361), comte de Loon (Lluís IV) i de Chiny (Lluís VI), nebot de l'anterior, fill de Godofreu de Heinsberg i de Matilde de Loon
casat a Cunegunda de la Mark
Entre 1337 i 1340 consta la venda de les viles i prebostat d'Ivoix, de Virton i de La Ferté a Joan el Cec, rei de Bohèmia i comte de comte de Luxemburg.
Godofreu de Heinsberg (1325 † 1395), senyor de Dalenbroeck, nebot, fill de Joan de Heinsberg, senyor de Dalenbroeck, i de Caterina de Vorne. Hauria rebut el comtat de Chiny del seu oncle el 1361, però el comtat de Loon fou incorporat pel principat de Lieja (d'acord amb la regulació en cas d'extinció) el 1362

### Casal de Rumigny
1362 - 1364: Arnold IV de Rumigny, fill de Guillem d'Oreye, compra el comtat de Chiny i els drets al de Loon.
Arnold de Rumigny va vendre el comtat de Chiny el 1364, a Wenceslau I, duc de Luxemburg.